# キリロム工科大学
キリロム工科大学（キリロムこうかだいがく、クメール語: វិទ្យាស្ថានបច្ចេកវិទ្យាគិរីរម្យ、英語: Kirirom Institute of Technology）は、カンボジアの私立大学。

## 概観

### 大学全体
2014年、カンボジアのキリロム国立公園に猪塚武によって創設された、

### 建学の精神
現在の日本の大学教育ではビジネスが必要とする優秀なエンジニアがなかなか生まれないことが創立の背景にある。優秀なエンジニアの定義を英語とITがビジネスレベルで起業家精神を持ち合わせているとし、カリキュラムは選択と集中、そして自立的な学びを意識して組まれている。さらに近年の大学費用の高騰を危惧し、優秀だけれどもお金がなく大学に通えない学生にも世界で活躍できるチャンスの場としても創立されている。

### 学風および特色
国立公園の中で標高600メートルに位置しているため、大学の周辺は大自然に囲まれている。カンボジアの首都、プノンペンからは約2時間半のところに位置している。カリキュラムの大半はインターンシップとなっており、大学のスポンサー企業からの案件や自分たちで世に出すプロダクトを作成している。

## 沿革

### 略歴
2012年にシリアルアントレプレナー猪塚武によって、カンボジア政府と契約を結ぶ。
2014年にカンボジア人の第1期生を募集し、25人のカンボジア人学生が入学。2015年から2017年までは25～30人の入学者を受け入れる。
2018年の初卒業生（カンボジア人学生25人）の７割が日本の成長IT企業からスポンサーを獲得し入社。カンボジア人入学者数がそれまでの約4倍の105人になる。また日本人学生の入学も始め、8人が在学。
2019年4月から国際ホスピタリティ経営学科を新しく設立。カンボジア人10人と日本人17人が入学。
2021年3月より建築学科を新しく設立。
2023年12月にキリロムグループはキリロム工科大学の譲渡と創業者である猪塚武学長の退任を発表、新たに千本倖生氏が理事長に就任した。

## 組織

### 学科
- 先端技術IT学科
- 国際ホスピタリティ経営学科（2019年4月開講）
- 建築学科(2021年3月開講)

### 附属機関
- vキリロムインターナショナルスクール (vKirirom International School)